# Niedźwiada
Niedźwiada è un comune rurale polacco del distretto di Lubartów, nel voivodato di Lublino.
Ricopre una superficie di 95,82 km² e nel 2006 contava 6 334 abitanti.